# 小春トンネル
小春トンネル（こはるトンネル）は、北海道上川郡愛別町字愛別にあるトンネル。全長253.5m。

## 概要
広域農道整備の一環として整備が行われ、1997年3月開通。歩道もあり愛別インターチェンジへのアクセスもよいため、近年利用者が増えている。但し、国道、道道いずれにも該当しないこともあり、このトンネルへの案内表示はほとんどない。また、路線バスの通行もない。 
座標: 北緯43度53分46秒 東経142度33分38秒 / 北緯43.8961度 東経142.5606度